# Enciclopédia Soviética Azerbaijana

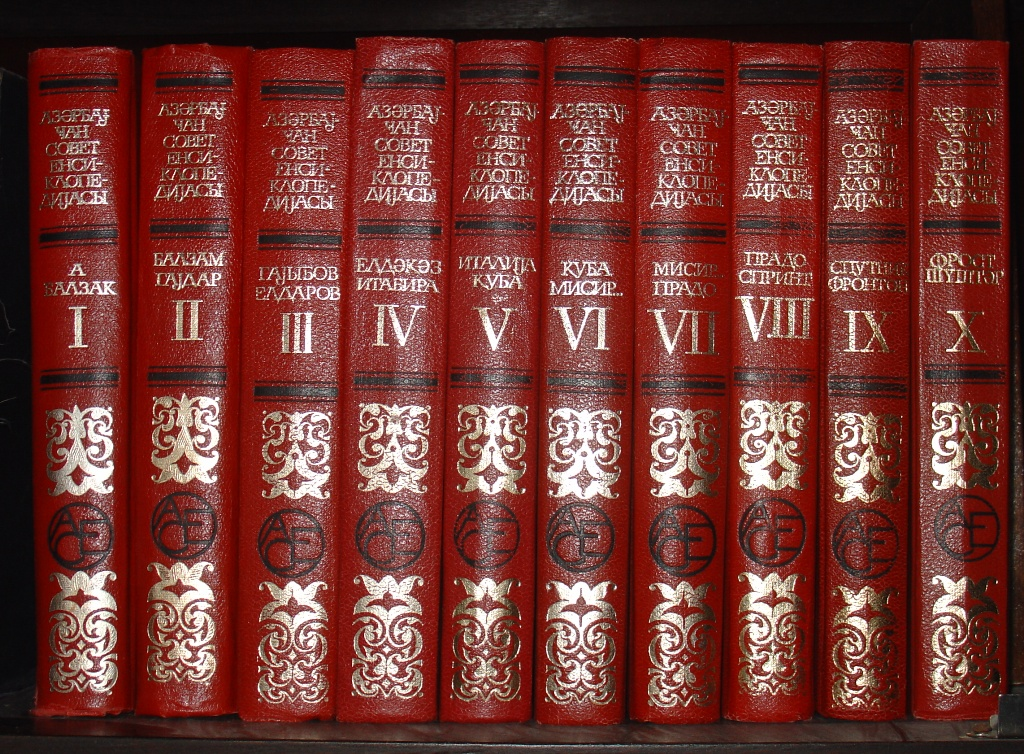
Edição em papel da Enciclopédia Soviética do Azerbaijão.

A Enciclopédia Soviética Azerbaijana, АСЕ (em azeri:  Азәрбајҹан Совет Енсиклопедијасы, transliterado: Azərbaycan Sovet Ensiklopediyası), é uma enciclopédia universal de dez volumes publicada em Bacu, Azerbaijão, de 1976 a 1987 pela Academia de Ciências da República Socialista Soviética do Azerbaijão. Os editores-chefes foram Rasul Rza e Jemil Kuliyev. Um volume especial dedicado ao Azerbaijão foi planejado para ser publicado após os dez volumes principais, mas devido aos crescentes problemas políticos e à difícil situação econômica, ele não foi lançado. O conjunto completo foi digitalizado e arquivado no Internet Archive em 2021.

## Volumes
1. Volume I, 1976
2. Volume II, 1978
3. Volume III, 1979
4. Volume IV, 1980
5. Volume V, 1981
6. Volume VI, 1982
7. Volume VII, 1983
8. Volume VIII,1984
9. Volume IX, 1986
10. Volume X, 1987